# Ángela Pumariega
Ángela Pumariega Menéndez est une skipper espagnole née le 12 novembre 1984 à Gijón.

## Biographie
Ángela Pumariega participe aux Jeux olympiques d'été de 2012 à Londres, où elle remporte avec Tamara Echegoyen et Sofía Toro la médaille d'or en Elliott 6m.